# Lacul Surduc
Lacul Surduc (oficial Lacul Fârdea) este un lac de acumulare situat în vestul țării, în județul Timiș, (în partea de nord-vest a munților Poiana Ruscă), aflat în totalitate pe teritoriul administrativ al comunei Fârdea, la o distanță de aproximativ 100 de km de Timișoara și la 30 km de Lugoj. Datorită accesului turistic principal dinspre Traian Vuia pe DJ681A, ultima localitate fiind satul Surducu Mic, lacul a primit denumirea populară de "Lacul Surduc", care s-a încetățenit. Este cel mai mare lac din vestul României, cu o suprafață de 530 hectare, o capacitate de acumulare estimată la cca. 51 milioane m³ și este un important obiectiv turistic. Adâncimea lacului oscilează între 16-20 m.

## Caracteristici
Barajul se află la 195 m deasupra nivelului mării. Construit între 1972 și 1976, barajul Surduc e construit din anrocamente cu mască de beton, iar terenul îi permite să fie extrem de performant. Anrocamentele și cele câteva mii de metri cubi de beton susțin 417 mc apă/mc anrocamente. Barajul e protejat cu o mască de beton armat din dale de 60 cm grosime la bază și 30 cm la coronament, are 36 de metri înălțime și o lungime a coronamentului de 130 de metri. În 1976 s-a început acumularea apei. Barajul și Lacul Surduc alimentează cu apă potabilă și industrială municipiul Timișoara și pune în mișcare turbinele unei microhidrocentrale de 2 MW.

## Turism
La lacul Surduc are loc anual „Festivalul AeroNautic Show” dedicat domeniilor aerian și nautic și se organizează concursuri de înot. Zona de agrement a lacului, amenajat în perioada 1972–1978, într-un cadru cu o valoare peisagistică ridicată, a determinat crearea unui microclimat cu funcțiune recreativă multiplă: agrement, natație, înot cu labele, scufundări, snorkeling, kiteboarding, schi nautic, scuba diving, orientare subacvatică, zorbing acvatic, pescuit, ștrand și camping. Pentru agrement se pot închiria bărci și hidrobiciclete.
În jurul lacului au fost construite de-a lungul anilor sute de cabane turistice, aparținând de satul Fârdea, unele devenind reședințe permanente

## Imagini

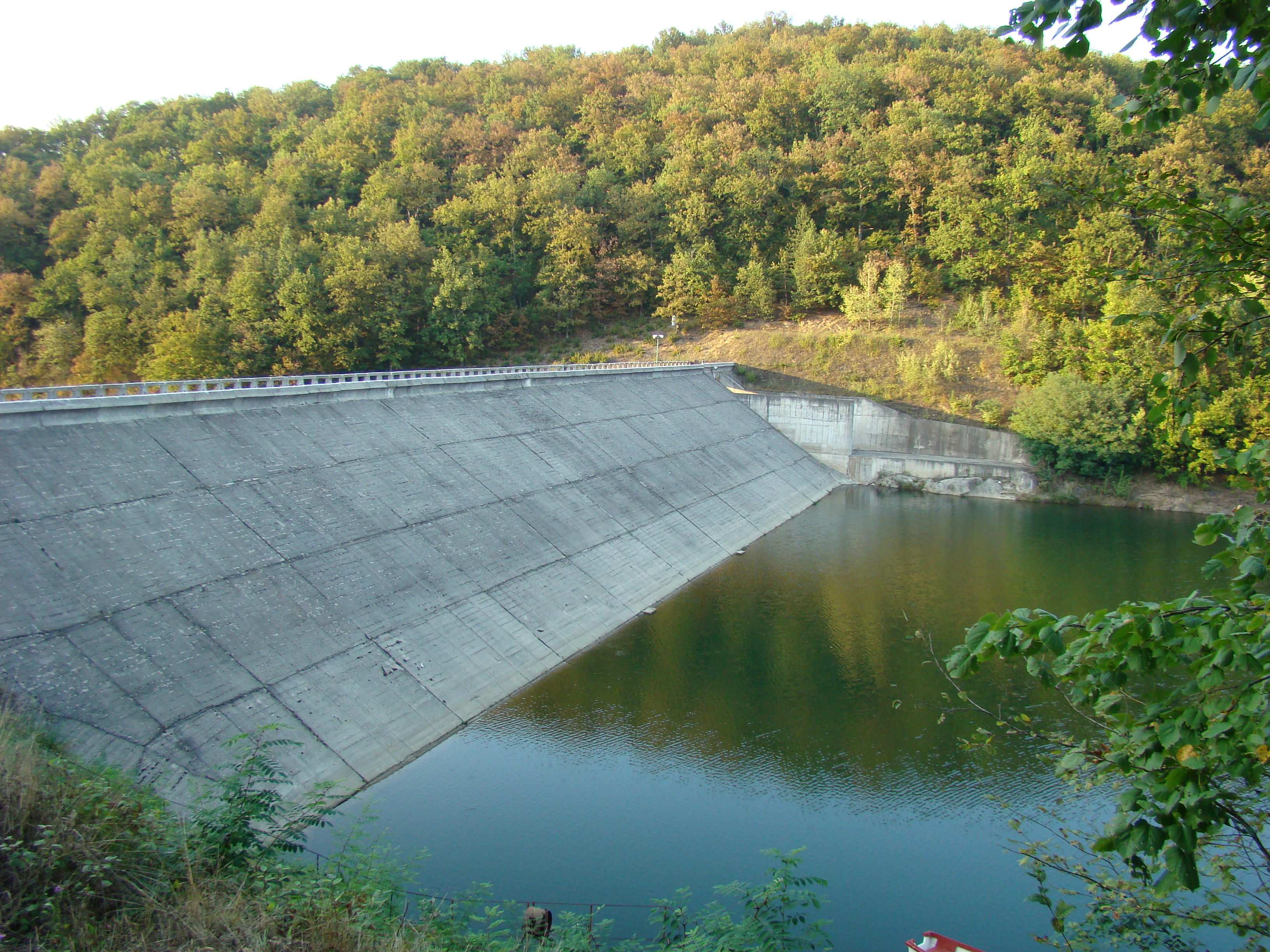
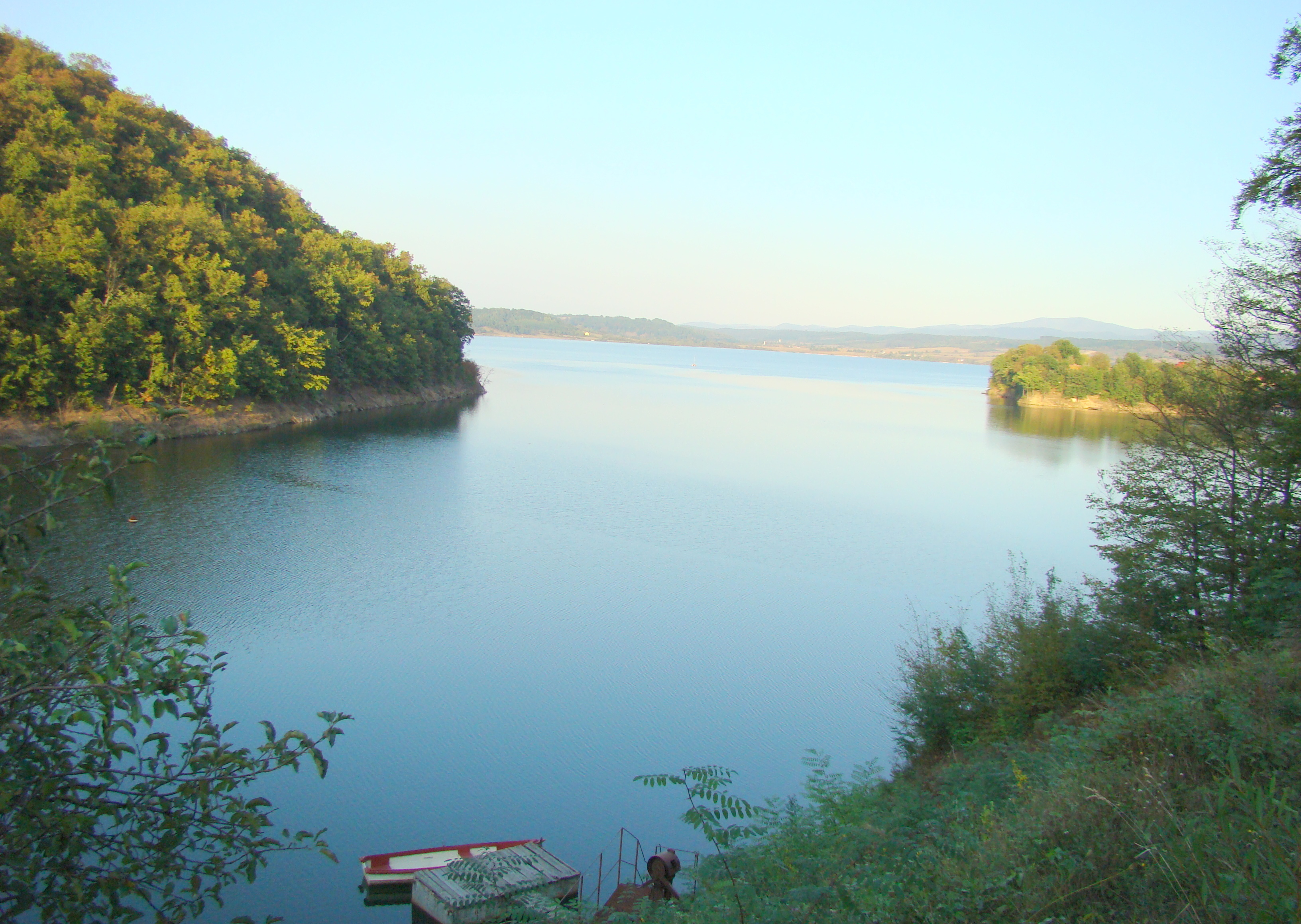
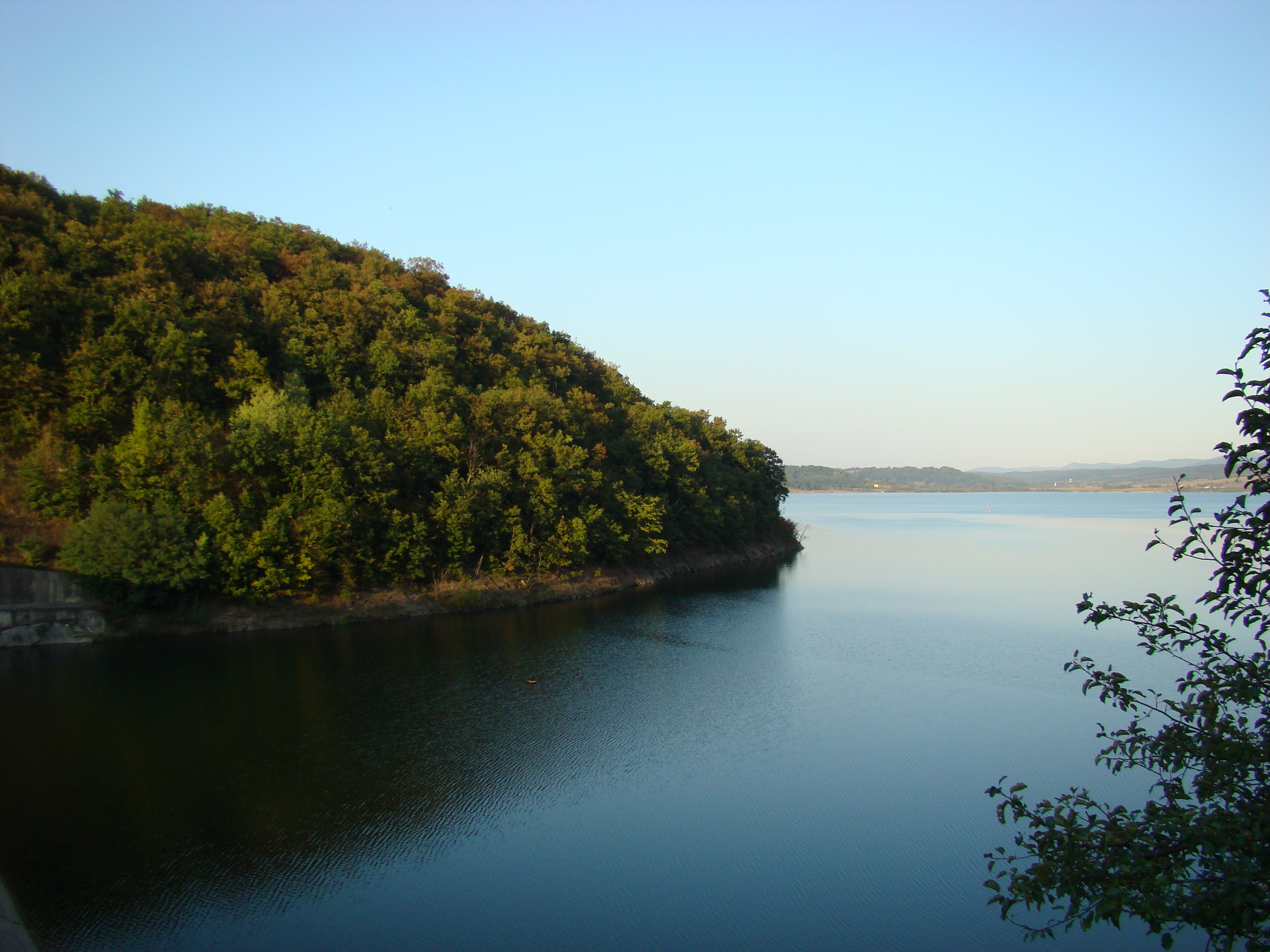
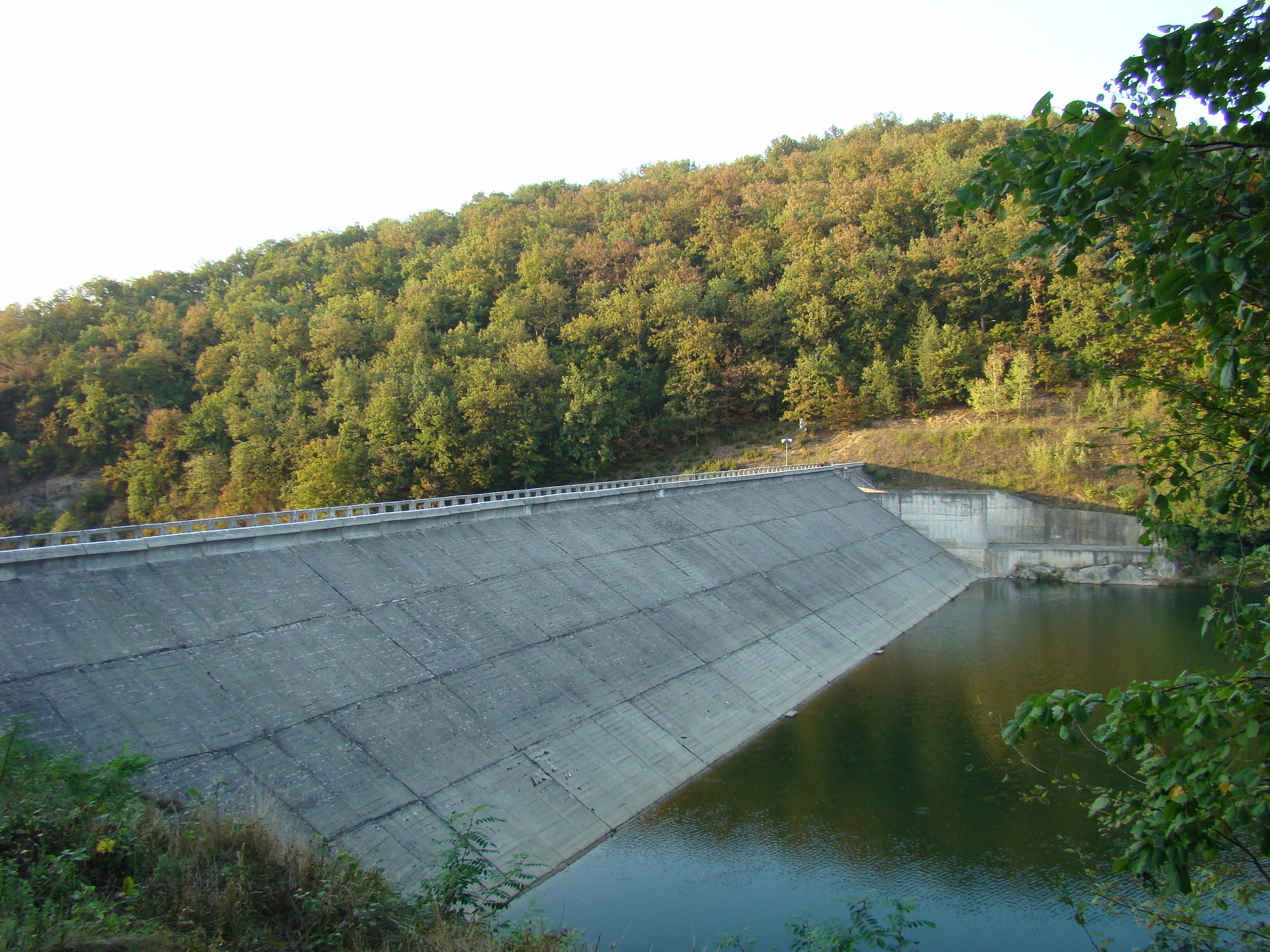